# Ógyalla
Ógyalla (szlovákul Hurbanovo, korábban Stará Ďala, németül Altdala) város Szlovákiában, a Nyitrai kerület Komáromi járásában.

## Fekvése
Ógyalla Komáromtól 14 km-re északkeletre, a Zsitva bal partján fekszik. Területe a Zsitva-menti síkságtól (110 m) kelet felé emelkedik a Szentpéter határában levő szőlődombig (140 m). Ógyalla területe kiterjed a Zsitván túli Abára, Szeszílesre és Bacherre, valamint az Öreg-Nyitrán túli rétek egy részére is, Martostól délre.
Ógyalla északkeletről Bajcs, északnyugatról Ímely, nyugatról Martos, délnyugatról Komárom, délről Komáromszentpéter, keletről pedig Újgyalla községekkel határos.
Ógyalla és Bagota főutcái egyben a Komáromot (14 km) Érsekújvárral (16 km) összekötő 64-es főút részét képezik. Mellékutak kötik össze Martossal (4 km), Ímellyel (5 km), Perbetével (9 km) és Szentpéterrel (7 km). Vasútállomás a Komárom-Érsekújvár vonalon.

### Településrészek
Ógyalla 59,94 km²-es területe két kataszteri területből (korábban külön községből) és hét településrészből áll:
- Ógyalla (Hurbanovo) – 40,85 km²
  - Hambpuszta (Holanovo)
  - Nagykonkoly (Konkoľ)
  - Ógyalla (Hurbanovo)
  - Vék (Vík)
  - Zöldállás (Zelený Háj)
- Bagota (Bohatá) – 19,09 km²
  - Bagota (Bohatá)
  - Margitpuszta (Nová Trstená)

A Bagotától északra fekvő Pál-major (Pavlov Dvor) bár különálló lakott terület, hivatalosan nem számít településrésznek. Ógyalla kataszteri területén találhatóak még a következő külterületi lakott részek: Alsóbacher (Dolný Bacher), Felsőbacher (Horný Bacher), Balázspuszta (Balážov dielik) és Szeszíles (Sesíleš).

## Élővilága
Ógyallán 7 gólya-fészkelőhelyet tartanak nyilván. Az elsőben, a Keleti utca sarkán 2011-ben 6, 2012-ben 3, 2013-ban 4, 2014-ben 4, 2015-ben 3, 2016-ban 4, 2017-ben ismét 3 fiókát számoltak össze, a másodikból csak 2011-es adat van 3 gólyafiókáról. A harmadik fészekben Hambpusztán 2011-ben 3, 2012-ben 2, 2013-ban 2, 2014-ben 1, 2015-ben 2, azóta nem fészkeltek benne. A negyedik fészekben szintén csak 2011-es adat szerint 3, az ötödikben hasonlóan 3 (2011) és 2 (2012) fióka kelhetett ki, a hatodikban pedig egy 2011-es adat szerint 2 gólyafióka volt. Véken a 2000-es évek első felében fészkeltek gólyák, majd 2015 körül volt újabb fészeképítés. 2013-tól egy alátéten is számon tartanak fészket. Ezen utóbbi alátéten 2013-ban 3, 2014-ben 4, 2015-2016-ban 2, 2017-ben 3, 2018-ban 2, 2020-2021-ben 3, 2022-ben 5 és 2024-ben 1 fiókát számoltak össze.

## Nevének eredete
Magyar neve a régi magyar Gyál személynévből ered, az pedig az ótörök jalan (= láng) főnévből. Mai szlovák nevét 1948-ban kapta Jozef Miloslav Hurban szlovák író nevéből, azelőtt a magyarból átvett Stará Ďala volt a szlovák neve.

## Története
Határa már a történelem előtti időkben is lakott volt. A régészeti leletek szerint a vonaldíszes kerámia, a bükki, a zselízi és a lengyeli kultúra települései álltak egykor a területén. A bronzkorban és a hallstatt korban is lakták. Hamvasztásos sírok kerültek itt elő, csakúgy mint a szeredi csoport és latén kor népeinek sírjai. Az abadombi (szk. Sesíleš) temetőből egy 10-11. századra keltezhető bronz zarándokkereszt is származik. A 12. századból egy ősi templom alapfalait tárták fel.
A mai települést oklevélben 1357-ben possesio Galla néven említik először, de Nagykonkoly nevű részét már 1242-ben említi oklevél. Ebben közvetlenül a tatárjárás után IV. Béla király hívét, Konkoly Thege Mátét nemesi rangra emeli és neki adja a mintegy 1600 hektáros birtokot. 1247-ben Véket említik villa Vegh alakban. Bagota 1404-ben tűnik fel először a Désházy család birtokaként, majd 1571-től az Ordódyak birtoka. Ógyalla a 15-16. században a Gyallai család birtoka volt. 1582-ben a Thassy és Zsigmondi családoké. 1561-ben a török Ógyallát és környékét teljesen elpusztította, évtizedekig csak pusztaként szerepel.
1615-ben elhagyott falu. Csak a 17. század közepén telepítették be újra. Ezután a Konkoly-Thege, a Szluha, a Csúzy család és mások a főbb birtokosai. Lakói főként mezőgazdasággal foglalkoztak.
Vályi András szerint "Ó, és Új Gyala. Két elegyes tót faluk Komárom Vármegyében, birtokosai külömbféle Urak, lakosai katolikusok, fekszenek Ó Gyala Perbetéhez egy, Új Gyala pedig fél mértföldnyire. Legelőjók saját marhájoknak elég, réttyei tsekélyesek, szőlei elég tagasak, és középszerű borokat teremnek, el adásra is meg lehetős alkalmatoságjok, második Osztálybéliek."
Fényes Elek szerint „Ó-Gyalla, pusztai magyar-tót falu, Komárom vmegyében, a Komáromtól Érsekujvárra vivő országutban, Komáromhoz 1 3/4 mfdnyire: 1150 kath., 3 ágostai, 220 ref., 240 zsidó lak., kath. ref. anyaegyházakkal és synagógával. Határa már tagositva van Aba pusztával együtt s 9000 holdra terjed, egy része a Nyitra és Zsitva folyam közt fekszik, ez többnyire kaszálló rét; keleti része homokos és dombos, terem jó gabonát, különösen jó rozsot és dohányt, s a zsellérek főjövedelme a dohányból van, de szőlőt is mivelnek. Van itt több csínos uri lak, és Csuzy János urnak szivargyára, mellyben rendesen 16 egyén dolgozik. F. u. Konkoly, Thege nemzetség, Ghiczy, Baranyay, Csuzy, s több kisebb birtokosok.”
1900-ban a Konkoly Thege Miklós vezetése alatt álló és budapesti székhelyű „Meteorológiai és Földmágnesességi Magyar Királyi Központi Intézet” a mai Országos Meteorológia Szolgálat jogelődje obszervatóriumot létesített Ógyallán, amely az első vidéki obszervatórium volt az Osztrák-Magyar Monarchián belül.
Trianonig Komárom vármegye Udvardi járásának székhelye. 1923-tól 1960-ig az Ógyallai járás székhelye volt.
1919. január 10-én a csehszlovák hadsereg bevonult Ógyallára és ezzel a települést az újonnan alakult Csehszlovákiához csatolták. 1920-ban a Stará Ďala hivatalos nevet kapta.
Az 1920-as években a csehszlovák "földreform" keretében Ógyalla környékén több szlovák kolóniát is létrehoztak (Zöldállás, Hambpuszta, Margitpuszta, Pálmajor) azzal a céllal, hogy megváltoztassák a Kisalföld e részének etnikai szerkezetét. Margitpusztán 12 morva kolonista család telepedett meg, akiknek a letelepülését a brünni székhelyű Északmorvaországi Telepítési Szövetkezet közvetítette. Zöldálláspusztán, Csáky Károly egykori birtokán 1922-ben a Szlovák Liga 45 Gyetva-környéki családot telepített le, akik összesen 493 hektár termőföldet kaptak. 1930-ban már 237-en éltek a kolónián, melynek 1928 óta saját szlovák iskolája is volt.
Ógyalla az 1920-as évekig teljesen magyar lakosságú település volt, de a kolonisták megérkezte után is megtartotta magyar többségét. A második világháború utáni kitelepítések és a csehszlovák-magyar lakosságcsere eredményeként azonban az etnikai arányok megváltoztak és Ógyalla vegyes magyar-szlovák lakosságú településsé vált.
Az 1950-es években Nový roľník – Új Földműves címmel kétnyelvű járási hetilapja jelent meg. Az 1950-es évektől 1982-ig gimnázium is működött Ógyallán.
Ógyallát 1960-ban nyilvánították várossá. 1971-ben a korábban önálló Bagota községet egyesítették Ógyallával.

## Népessége
| Év:            | 1994. | 2004.   | 2014.   | 2024.   |
| -------------- | ----- | ------- | ------- | ------- |
| Emberek száma: | 7894  | 8041    | 7605    | 7178    |
| Eltérés:       |       | +1,86 % | -5,42 % | -5,61 % |

| Év:            | 2023. | 2024.   |
| -------------- | ----- | ------- |
| Emberek száma: | 7222  | 7178    |
| Eltérés:       |       | -0,60 % |

| Lakosok száma | 8041 | 7469 | 7467 | 7178 |
|               | 2004 | 2017 | 2021 | 2024 |

1880-ban 2523 lakosából 1640 magyar és 664 szlovák anyanyelvű volt. Bagotán 559 magyar és 322 szlovák anyanyelvű élt.
1890-ben 2362 lakosából 1846 magyar és 448 szlovák anyanyelvű volt. Bagotán 1064 magyar és 5 szlovák anyanyelvű élt.
1900-ban 2441 lakosából 2312 magyar és 109 szlovák anyanyelvű volt. Bagotán 1149 magyar és 3 szlovák anyanyelvű élt.
1910-ben 2585 lakosából 2536 magyar és 9 szlovák anyanyelvű volt. Bagotán 1247 magyar és 7 szlovák anyanyelvű élt.
1921-ben 3025 lakosa volt, ebből 2041 (67,5%) magyar, 765 (25,9%) csehszlovák, 780 (26%) pedig cigány nemzetiségű volt. A hivatalosan kimutatott számadatok ellenére a korabeli csehszlovák tankönyvek még 95% magyarságról szóltak. Bagotán 895 magyar és 401 csehszlovák élt.
1930-ban 3250 lakosából 1637 magyar, 78 zsidó, 9 német, 1 ruszin, 1385 csehszlovák, 94 egyéb nemzetiségű és 46 állampolgárság nélküli volt. Ebből 2923 római katolikus, 136 református, 120 izraelita, 44 evangélikus, 2 görög katolikus és 25 egyéb vallású volt. Bagotán 884 magyar és 483 csehszlovák élt.
1941-ben 3256 lakosából 3018 magyar és 184 szlovák volt. Bagotán 1352 magyar és 107 szlovák élt.
1970-ben 4695 lakosából 2600 magyar és 2048 szlovák volt. Bagotán 1018 magyar és 985 szlovák élt.
1980-ban 7613 lakosából 3935 magyar és 3606 szlovák volt.
1991-ben 7790 lakosából 4170 magyar és 3378 szlovák volt.
2001-ben 8153 lakosa volt, ebből 4092 (50,2%) magyar, 3711 (39%) szlovák, 302 (3,7%) cigány nemzetiségű volt. Az elszlovákosodást mutatja, hogy 4525-en vallották magyar anyanyelvűnek magukat, akik közül csupán 4092-en vállalták nemzetiségüket is. Ugyanebben az évben 6253 római katolikus, 531 református, 218 evangélikus, 110 baptista, 20 görögkatolikus és 7 izraelita vallású lakosa volt a városnak.
2011-ben 7751 lakosából 3753 szlovák, 3196 magyar, 189 cigány, 42 cseh és 539 ismeretlen nemzetiségű volt.
2021-ben 7467 lakosából 3780 (+160) szlovák, 3038 (+274) magyar, 179 (+22) cigány, 58 (+7) egyéb és 412 ismeretlen nemzetiségű volt.
Ógyallán a népszámlálási adatokban szereplő értékeknél magasabb a cigányság aránya, 2008-ban a városi hivatalnál mintegy ezer főre tették az etnikumhoz tartozók számát, akik a város 110 utcájából 35-ben élnek.

## Önkormányzat
A városi önkormányzat élén a polgármester (2006 óta Zemko Margit, 2002–2006 között Basternák László) áll, a képviselőtestület 11 tagú.
A város címerét 1977-ben fogadták el, rajta kék alapon arany színnel a régi csillagvizsgáló látható, felette a hét csillag a hét városrészt szimbolizálja.

## Oktatás, kultúra

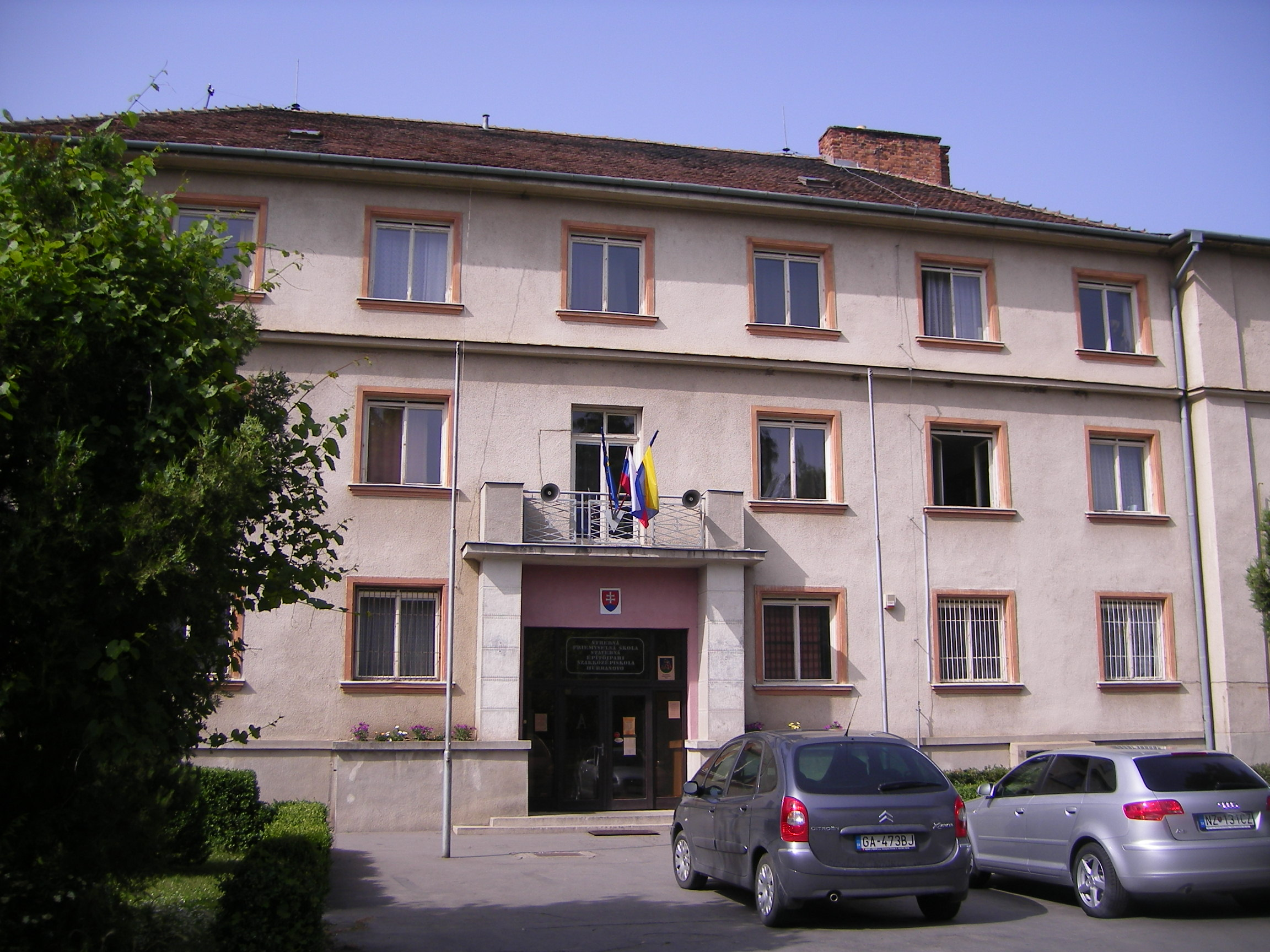
Az Építőipari Szakközépiskola

- Feszty Árpád Alapiskola és Óvoda (magyar iskola)
- Konkoly-Thege téri Alapiskola (szlovák iskola)
- Építőipari Szakközépiskola
- Műszaki és Gépesítési Szakközépiskola

## Néprajza
Manga János is gyűjtött népdalokat a faluból.

## Gazdaság

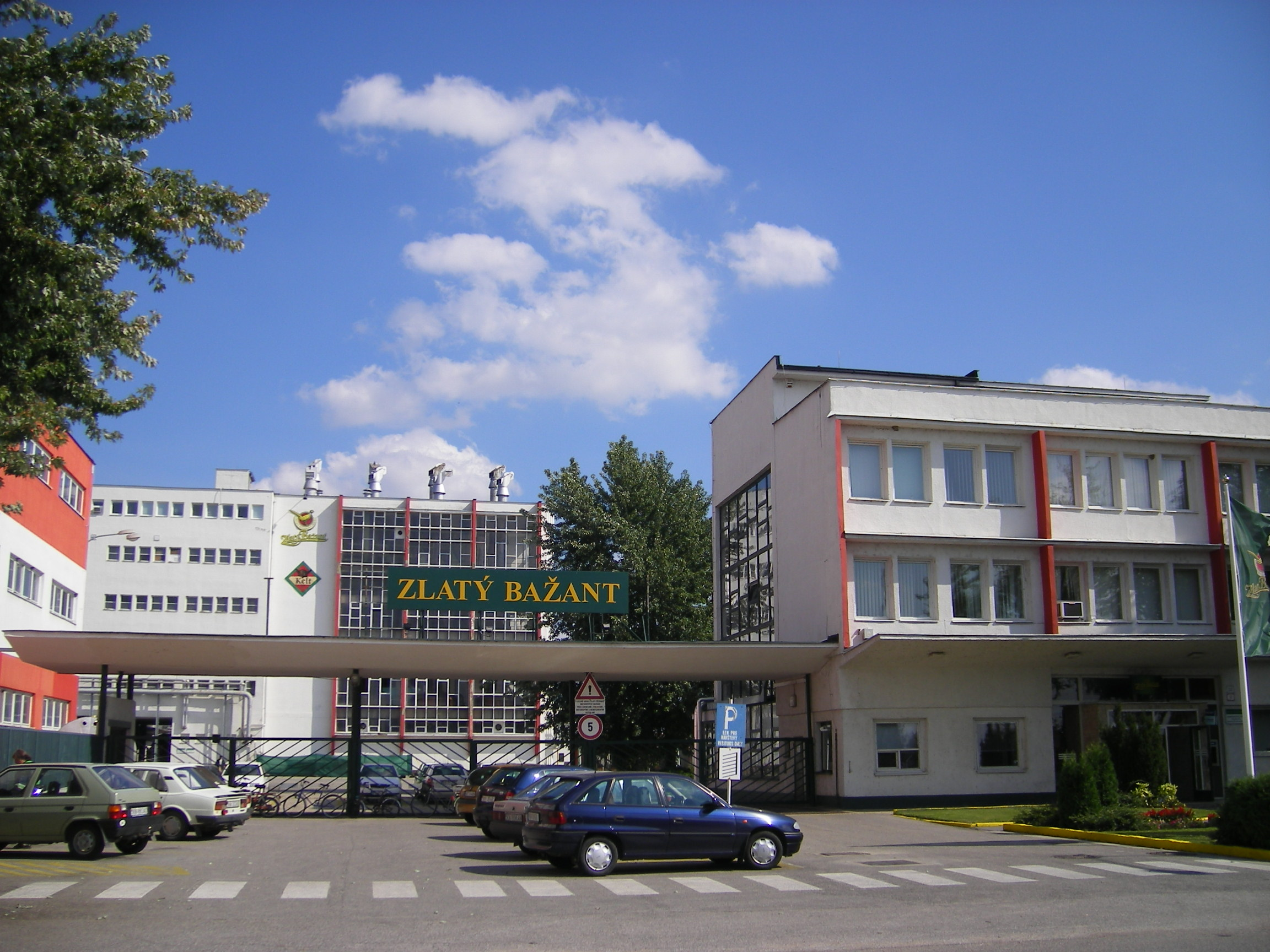
Az Arany Fácán sörgyár

- Legismertebb üzeme az Arany Fácán (Zlatý Bažant) sörgyár, melyet 1967-ben létesítettek és mintegy 500 embernek ad munkát (2007). Az aranyfácán egy állat neve, jelenleg is él a sörgyár területén néhány példány belőle.
- Ógyalla sokoldalú élelmiszeriparral rendelkezik: a Zelex üzeme paprika- és fűszerkeverékek előállításával foglalkozik, a Namex sós pálcikákat készít, a Jatka pedig húsipari termékeket állít elő.[17]
- A Kenzel kerékpárüzeme Bagotán található.
- Műanyag csomagolóanyagok gyártása Zöldálláson (Terbo).
- A dél-koreai tulajdonban levő Nuritech vállalat elektronikai cikkeket állít elő. Telephelye a 64-es főút mentén található, Bagota és Pálmajor között.

## Nevezetességek

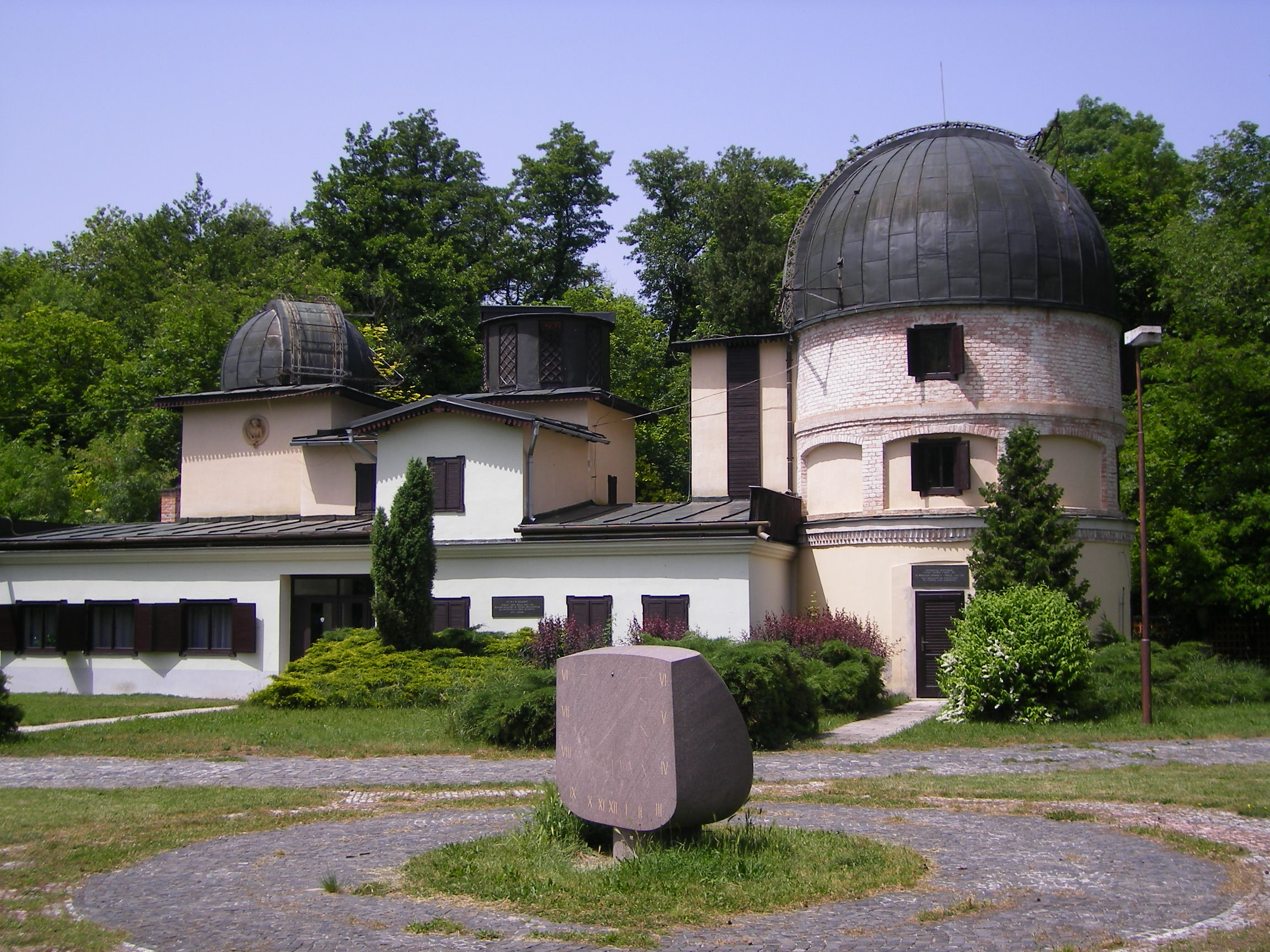
A régi csillagvizsgáló
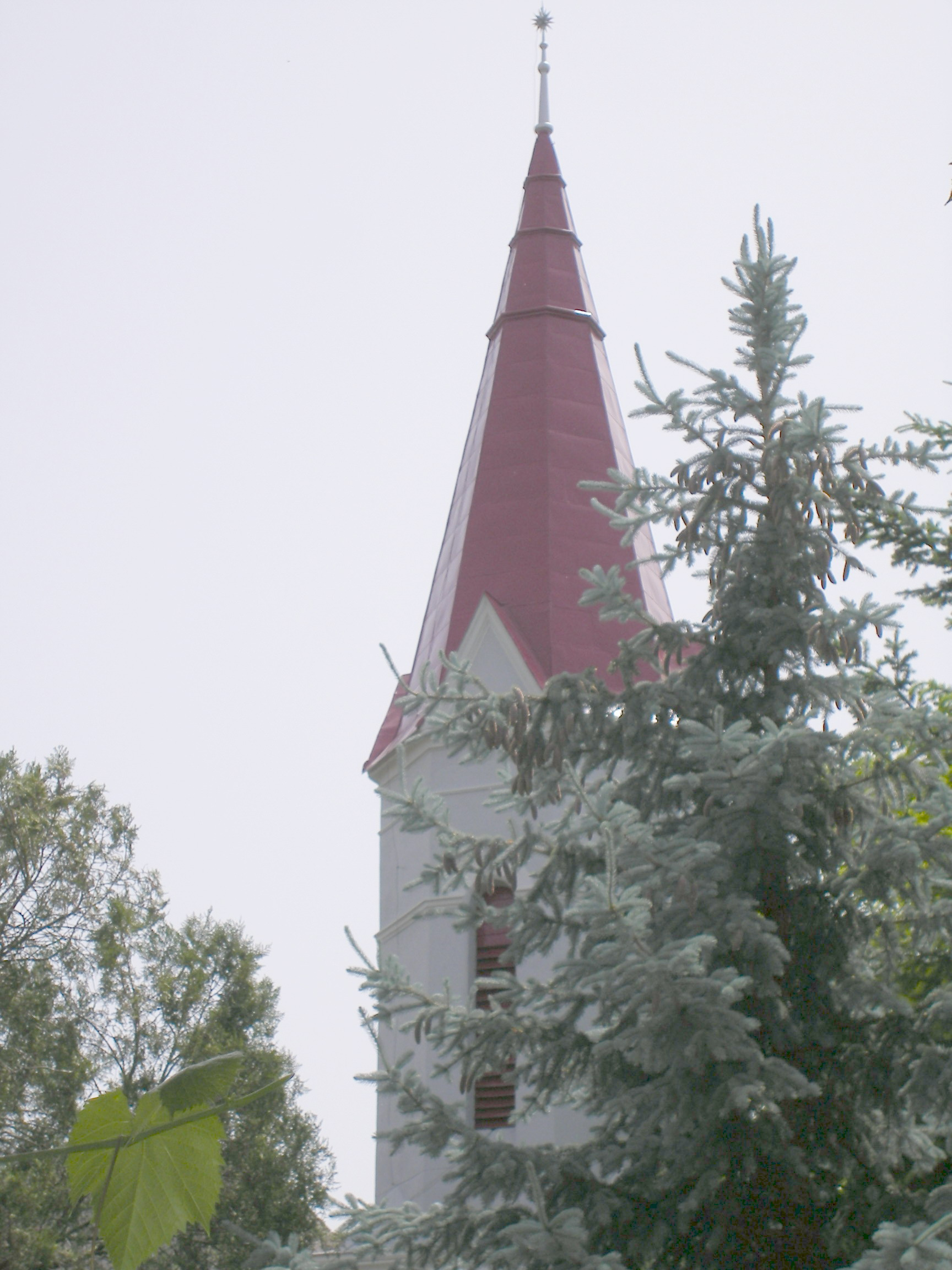
A református templom
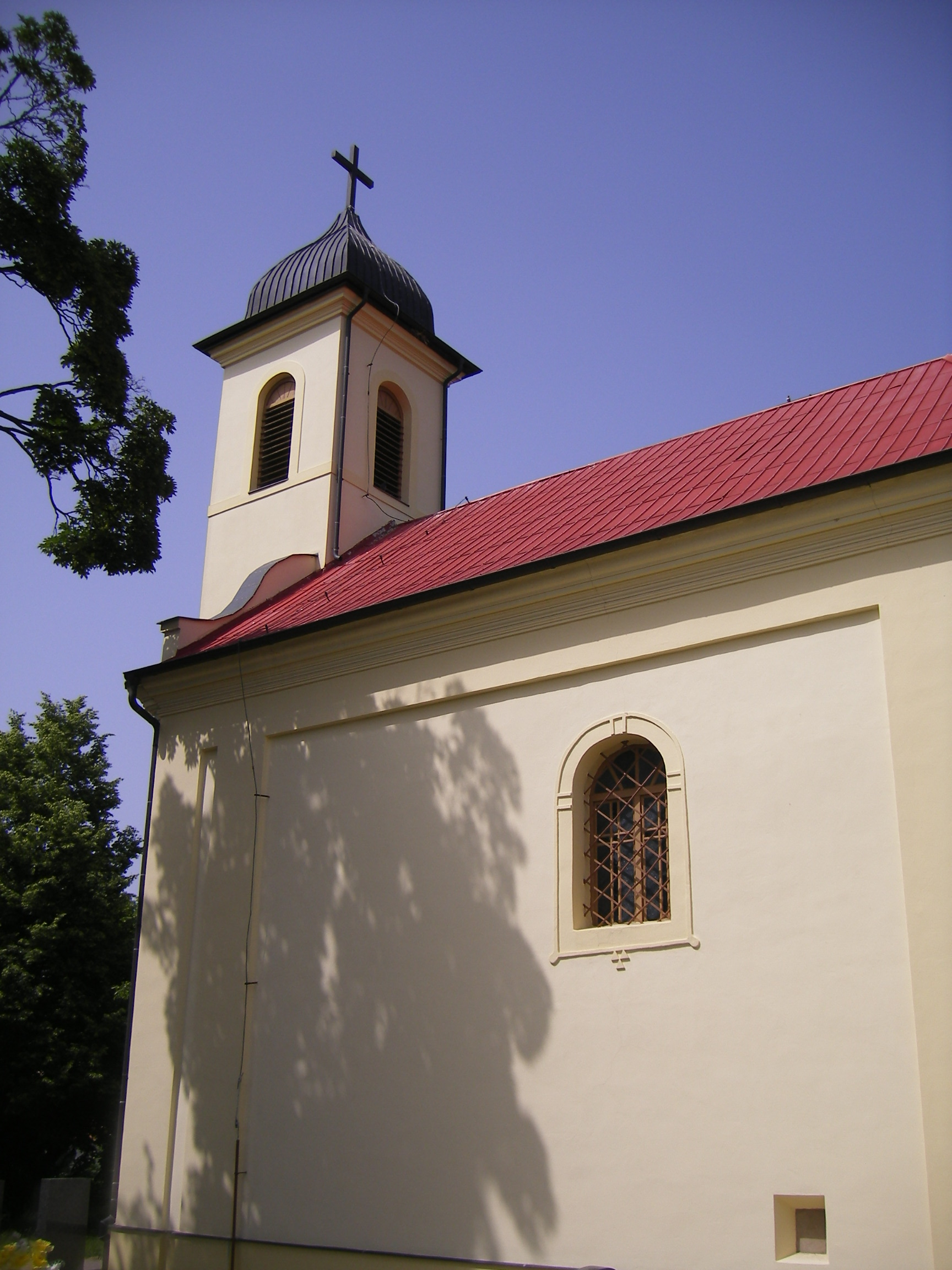
A Szent Anna templom Bagotán
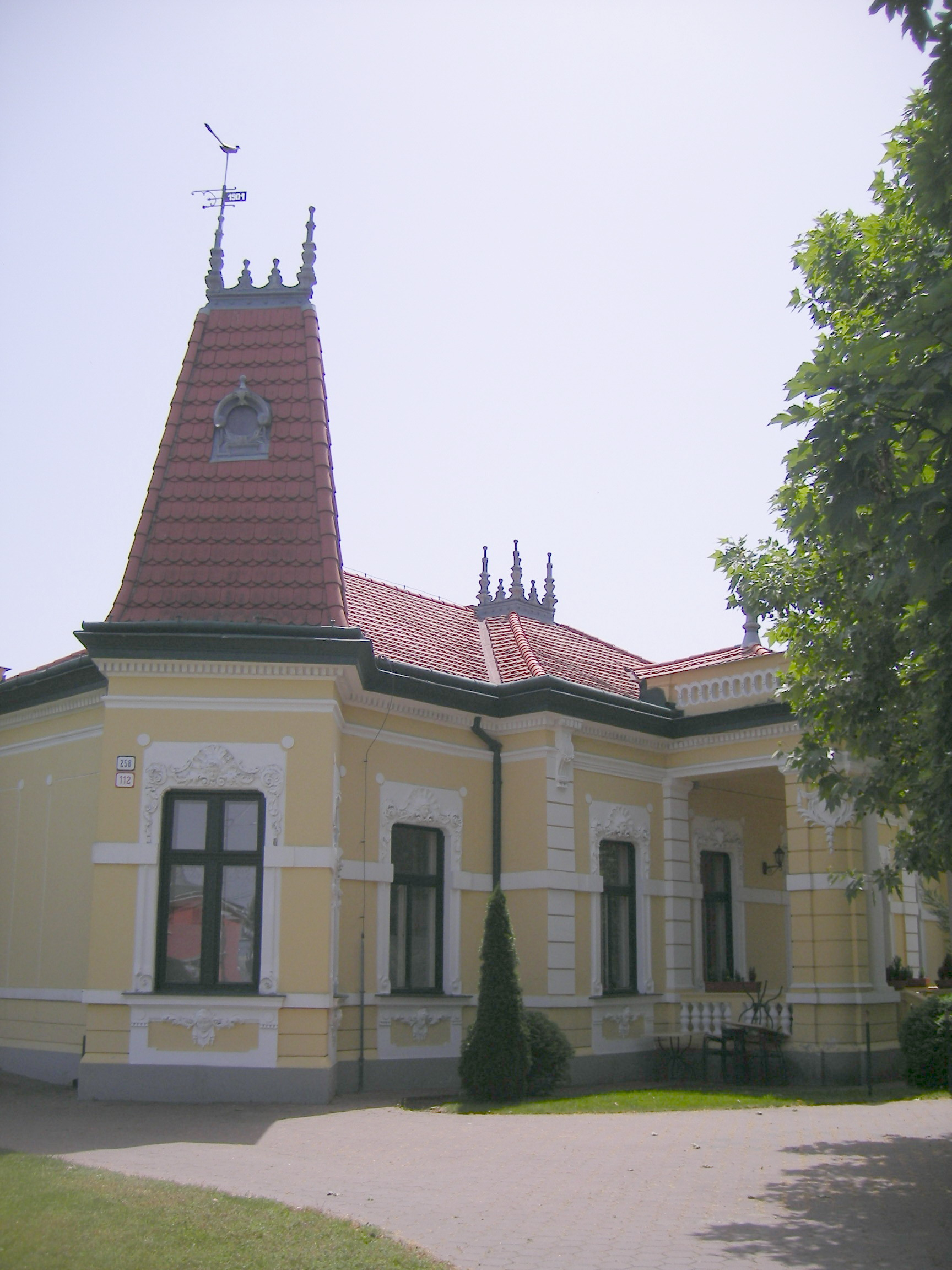
Az egykori Steiner-kastély (ma étterem)
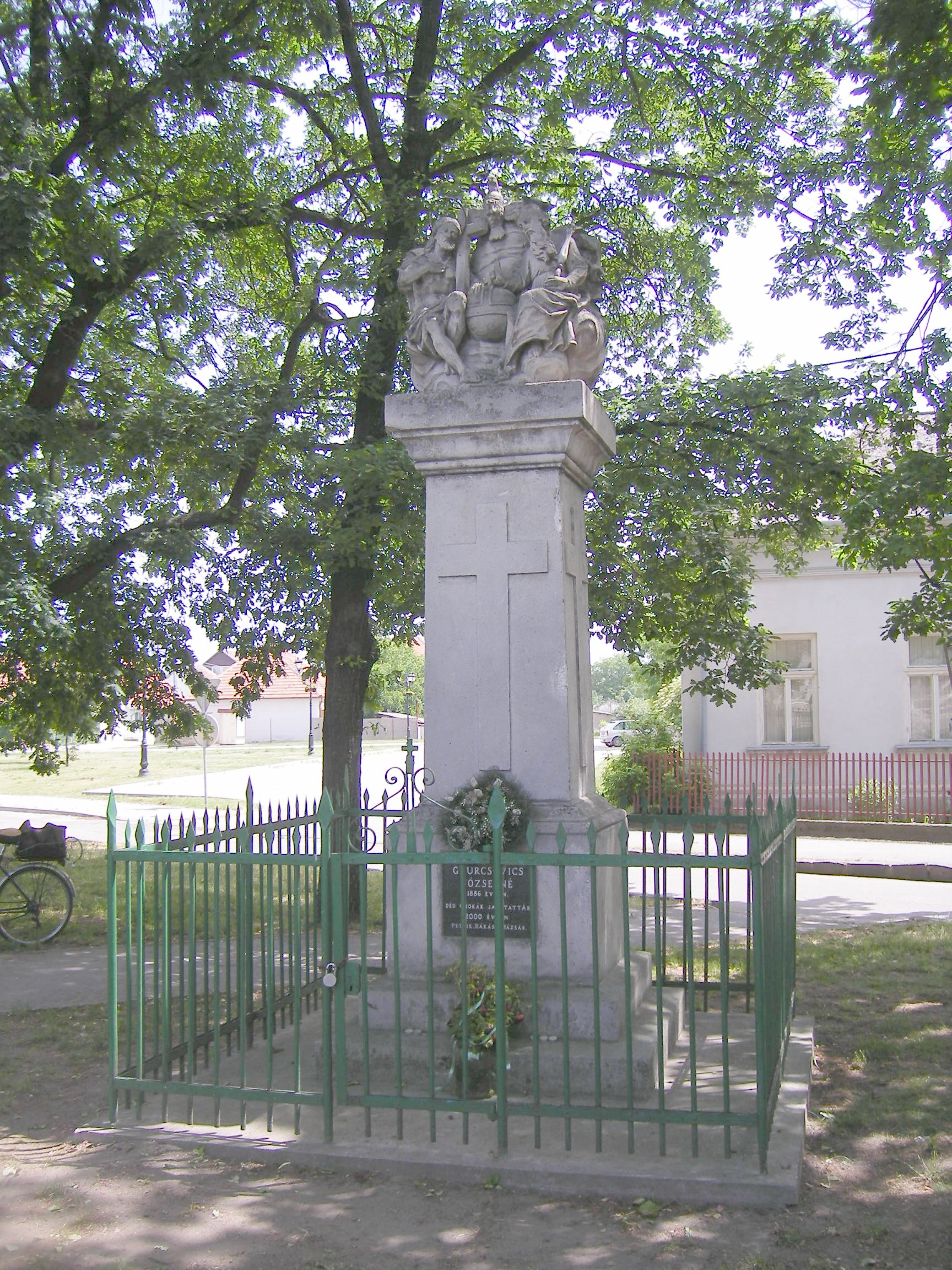
A katolikus templom előtti Szentháromság-szobor
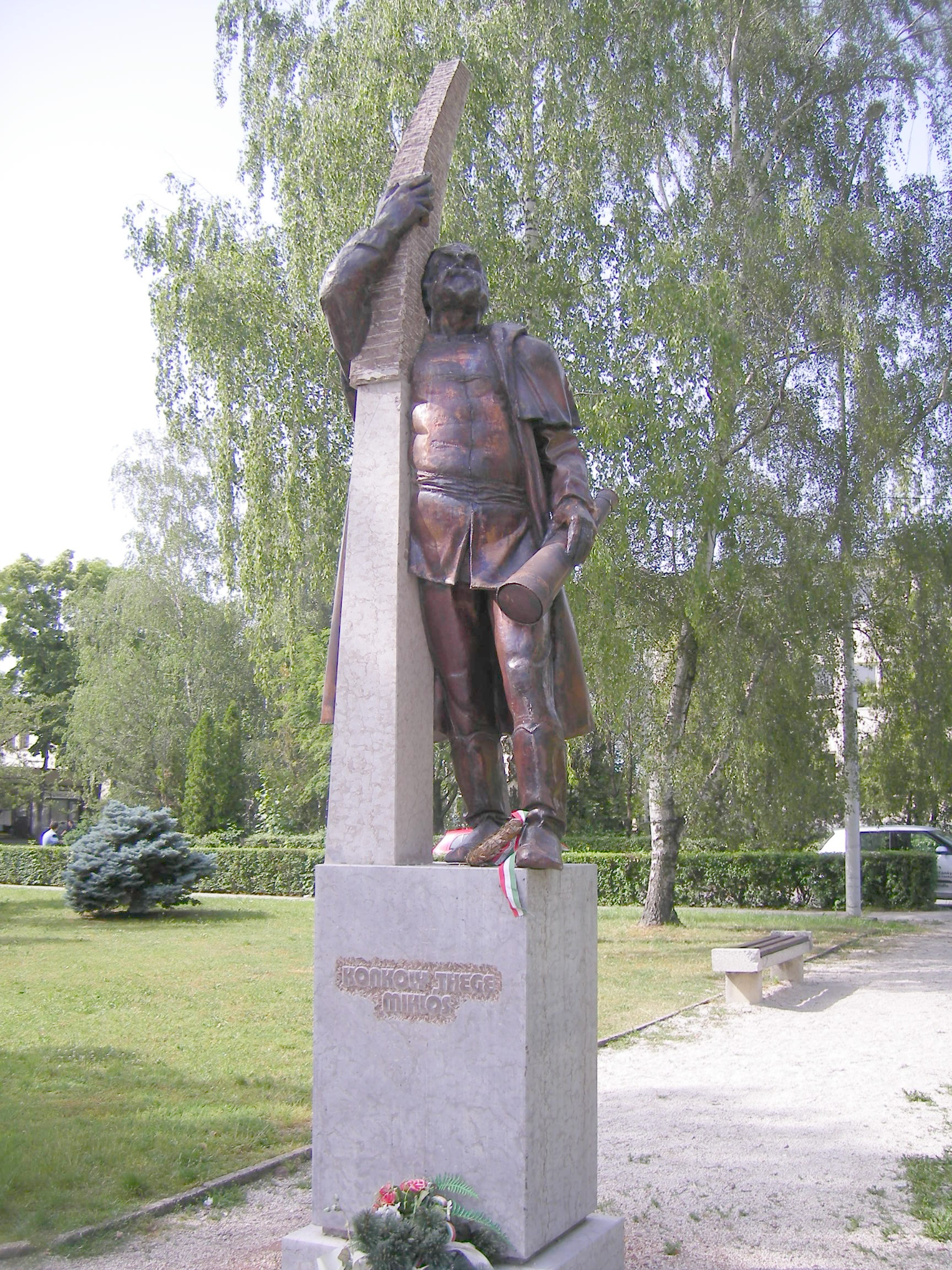
Konkoly-Thege Miklós szobra

- I. (Szent) Lászlónak szentelt római katolikus temploma 1718-ban épült, 1911-ben leégett, helyette 1912–13-ban Medgyaszay István tervei szerint építették szecessziós stílusban a jelenleg is meglévő újat, mely merőben eltér elődjétől, semmi sem emlékezteti arra.
- Református templomát 1822-ben építették, 1913-ban késő klasszicista stílusban építették újjá.
- A településen több régi kúria is volt, ezért Ógyallát a kúriák városának szokták nevezni. Sajnos ezek közül több vagy megsemmisült, vagy nagyon rossz állapotban van.
  - Konkoly-Thege-kúria – a 19. század elején épült klasszicista stílusban;
  - Feszty-kastély – a 19. század elején épült klasszicista stílusban;
  - Steiner-kastély – 1901-ben szecessziós stílusban épült. A rendszerváltás után vendéglővé alakították át.
- Csillagvizsgáló és Meteorológiai, Geofizikai Intézet: Konkoly Thege Miklós alapította 1871-ben Közép-Európa első obszervatóriumaként. Ezután Európa egyik meghatározó csillagvizsgálója volt, rendszeresen folytak itt már akkor is megfigyelések. Jelenleg Szlovákia központi obszervatóriuma, tudományos munkával, megfigyelésekkel és oktatással foglalkoznak az intézetben. A látogatók számára a régi csillagvizsgálóban kialakított múzeum, valamint a planetárium jelenthet kuriózumot. Tudni kell azonban, hogy a régi csillagvizsgálóból csak a nagykupola eredeti, a többit életveszélyességre hivatkozva a kommunista rendszer 80-as éveiben lebontották, így a mai látogatók csak annak újraépült mását láthatják.
- Az ógyallai temetőben található a Feszty család sírboltja, az 1946-ban épült Gyurcsovics-sírbolt, valamint a második világháború áldozatainak emlékműve.
- A Konkoly-Thege család 1859-ben épült sírkápolnája Ógyalla déli részén, a főút mögé magasodó kis dombon áll.
- Konkoly-Thege Miklós életnagyságú szobrát (Nagy János szobrászművész alkotása) 2007-ben leplezték le a szintén róla elnevezett téren.
- Jókai Mór mellszobrát az író halálának 100. évfordulóján, 2004-ben avatták fel a Szent László templom mellett.
- Kopernikusz szobra és egy napóra a csillagvizsgáló parkjában áll.[18]
- Basternák László emléktáblája. A város egykori polgármesterének emléktábláját erőszakos halálának első évfordulóján, 2011 júliusában állították a gyilkosság elkövetésének helyszínén.[19]

### Szakrális kisemlékek
- Az ógyallai temetőben álló nagykeresztet 1820-ban emelték Királyi György síremlékére. A mellette álló Szűz Mária-szobrot 1934-ben állíttatta Kadek András.
- A katolikus templom oldalában álló missziós keresztet 1927-ben állították.
- A katolikus templom kertjében álló, süttői márványból készült keresztet 1901. május 3-án állíttatta Kádek András és neje, Marsó Mária.
- A katolikus templom előtt álló Szentháromság-szobrot 1886-ban emeltette Gyurcsovics Józsefné. 2000-ben helyreállították.
- Szent Vendel útmenti szobrát 1938-ban állították.
- Nepomuki Szent János 18. századi szobra köré a millennium idején akácfákat ültettek.
- A Zahorec-keresztet 1931-ben emeltette Zahorecz Pál és neje, Gyurcsovics Mária.
- Ógyalla Bagota felé eső végénél áll a 19. század végéről származó Baranyai-kereszt.
- A Kádek-keresztet 1920-ban emeltette Kádek János.
- A Psenák-keresztet, mely Ógyalla, Bagota és Újgyalla határán áll, 1880-ban emeltette Psenák János és Ondrusek Ágnes.
- Az Ógyallát Szentpéterrel összekötő út mellett áll a Gyallai-kereszt, melyet 1902. november 1-jén állíttatott Kádek Márton és Ballay Anna.
- Vékpusztán 19. századi temetői nagykereszt, harangláb és 1950-ben megújított útmenti kereszt található.
- A zöldállási temetői nagykeresztet 1923-ban emelték, a településen fa harangláb is található.

### Bagota
- Bagota legjelentősebb építészeti értéke a késő barokk stílusban épült, 1739-ből való, a 18. század végén klasszicista stílusban átépített Szent Anna római katolikus templom, amelynek gondnokságát 1945-ig az Ordódy család férfi tagjai viselték. A templomot 1963. július 14-én műemlékké nyilvánították.[20]
- Említést érdemel még a templom előtt álló két népies, süttői vörösmészkőből készült feszület is. A jobb oldalit 1912-ben, a bal oldalit 1901-ben emelték.
- A Nepomuki Szent János-oszlop 1770 körül épült, értékes barokk műemlék.
- A katolikus templom mögötti temetőben található az Ordódy-család számos tagjának régi, nemesi címeres síremléke.
- A temetőben több szakrális kisemlék található:
  - 18. századi fakereszt – 1735-ben állították, 1992-ben restaurálták;
  - 18. századi barokk homokkő kereszt – feltehetően az Ordódy család emeltette, rossz állapotban van;
  - Temetői nagykereszt – 1994-ben emeltette Radosický László;
  - Öregtemetői nagykereszt – Trencsik Mária emeltette 1891. április 27-én.
- Az Ordódyak három klasszicista stílusú kúriája a 19. században épült. Bagota déli részén fennmaradt az értékes park is.
- Református harangláb – a csillaggal megjelölt toronyépítményű haranglábat 1991 után építették az útépítési munkálatok során összedőlt, 19. század elején épült régi harangláb helyett.
- Szent Antal homokkő szobra a főút feletti kis dombon áll.
- A Bagota és Pálmajor között található, Jézus Szívének szentelt útmenti képoszlopot 1934-ben emelték.
- A Pálmajoron található útmenti keresztet 1852-ben állíttatta Ordódy Ferenc.
- A margitpusztai temetőben álló keresztet és haranglábat 1933-ban szentelték fel.

## Neves személyek
- Itt született 1765-ben Besse János Károly magyarságkutató, aki részt vett a Elbrusz (Kaukázus) első megmászásában.
- Bagotán született 1815-ben Ordódy Kálmán császári és királyi főhadnagy, honvédelmi minisztériumi osztálytanácsos.
- Itt született 1847-ben Schiller Zsigmond újságíró, botanikus.
- Bagotán született 1854-ben Madurkay Miklós katolikus plébános.
- Itt született 1856-ban Feszty Árpád festőművész, Jókai veje, a Feszty-körkép megalkotója. Az ógyallai temetőben áll a Feszty család sírboltja, ahol ő is nyugszik.
- Bagotán született 1900-ban Pleidell Ambrus levéltáros, történész.
- Itt született 1928-ban Jozef Kočiš történész, levéltáros, a Báthory Erzsébet és Thurzó nádor című, szlovák nyelvű regény írója.
- Itt született 1937-ben S. Rózsás Erzsébet festő, grafikus.[21]
- Bagotán született 1947-ben Hulkó Gábor kibernetikus, egyetemi tanár.[22]
- Itt szolgált Konkoly Thege Miklós csillagász, meteorológus és polihisztor. Itt állította fel csillagászati obszervatóriumát és meteorológiai állomását.
- Itt szolgált Bodócs István (1887-1965) fizikus, meteorológus.
- Itt alkotott Nagy János László fafaragó művész.
- Itt hunyt el 1896-ban Hirsch Mór pénzügyi szakértő.

## Képtár

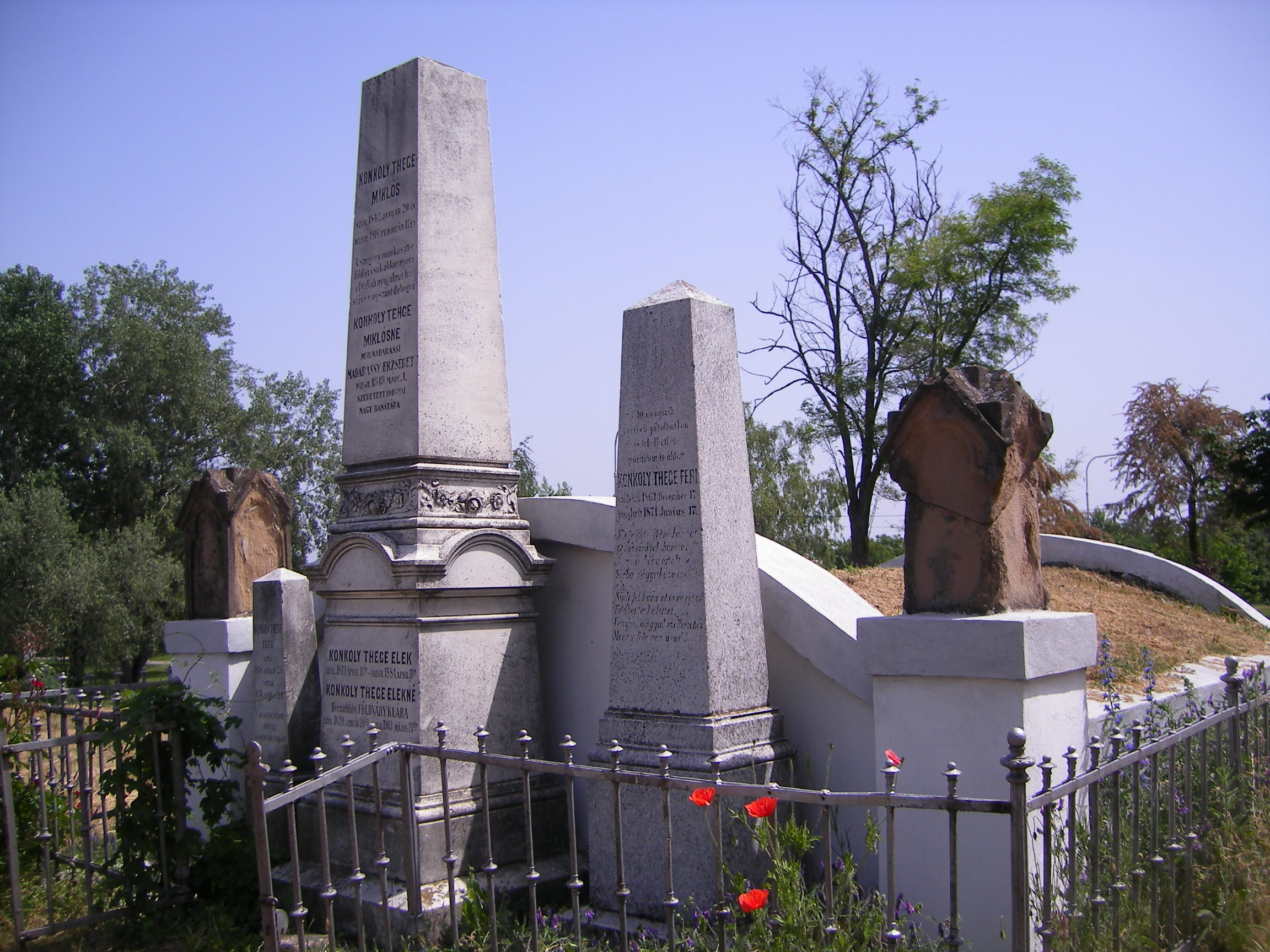
A Konkoly-Thege család síremléke
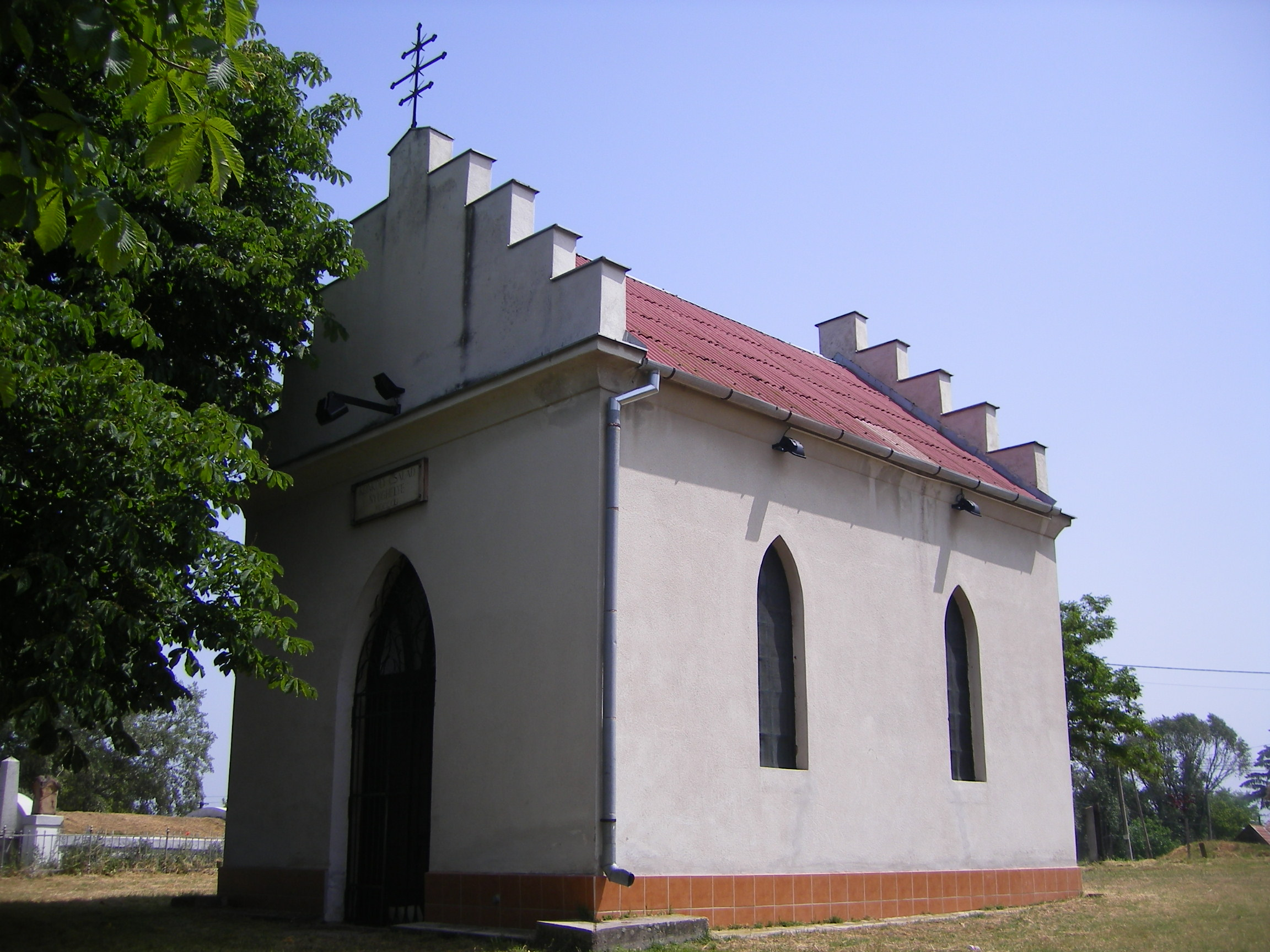
Konkoly-Thege-kápolna
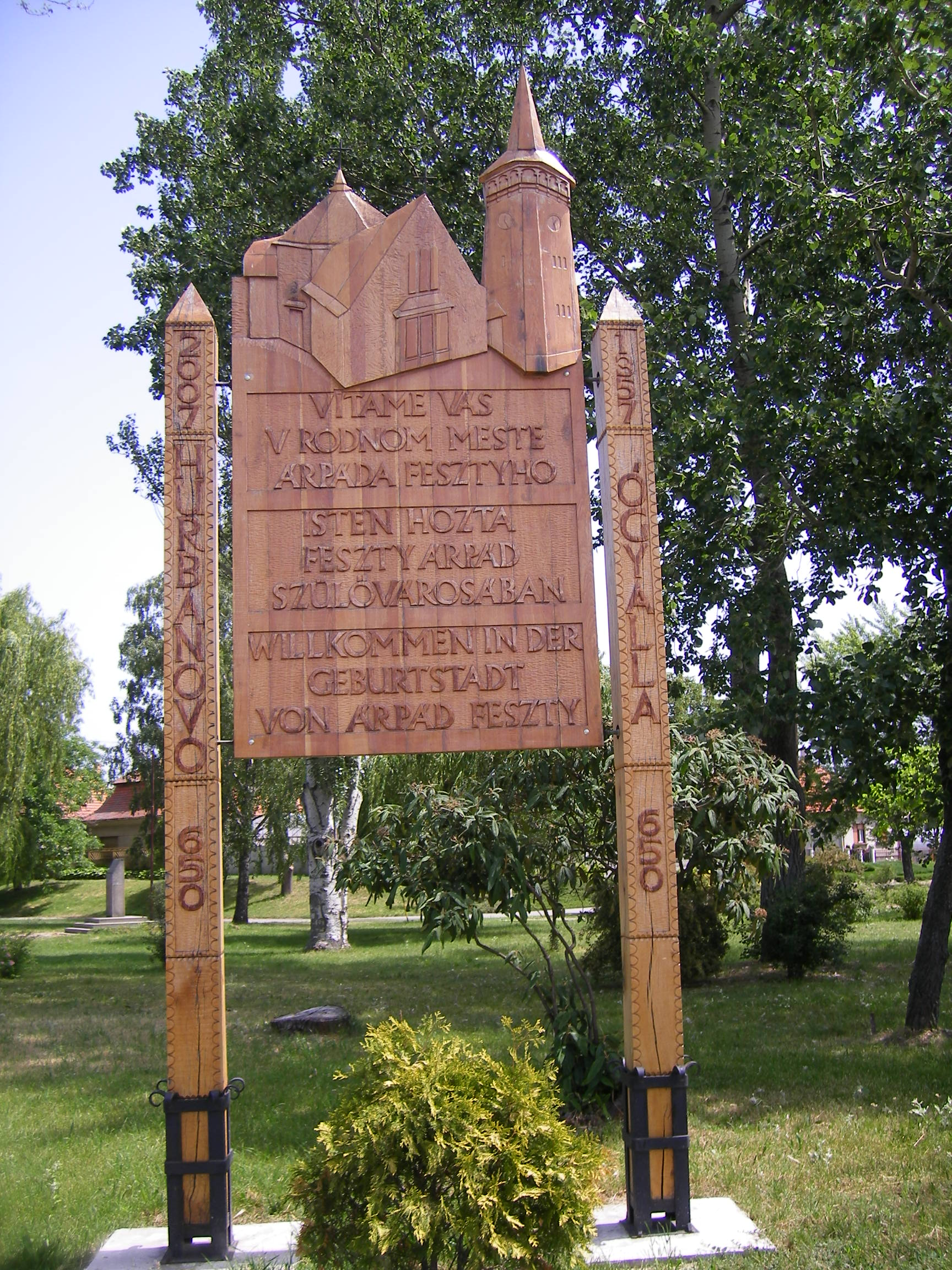
Isten hozta Ógyallán!
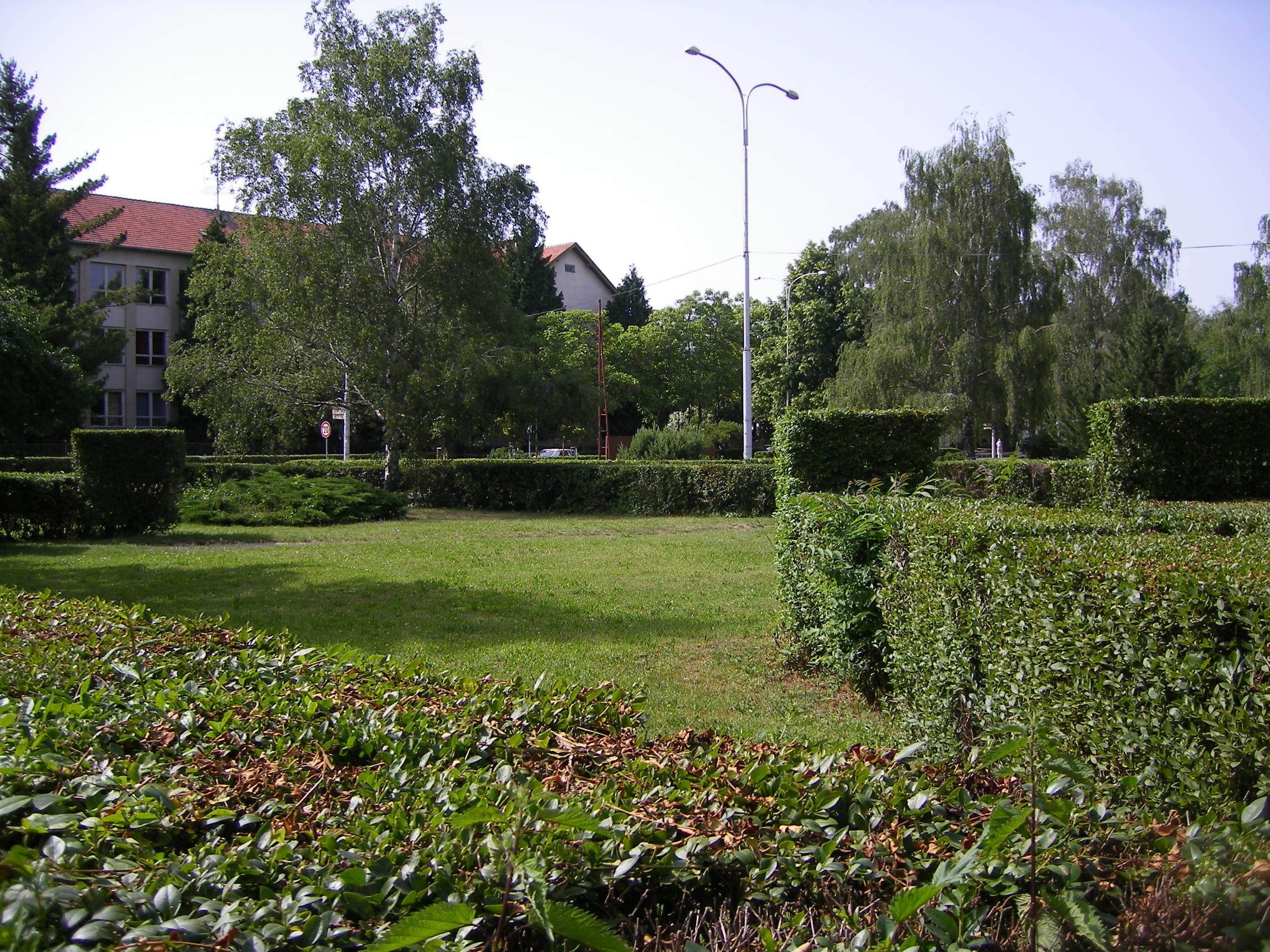
A Konkoly-Thege tér
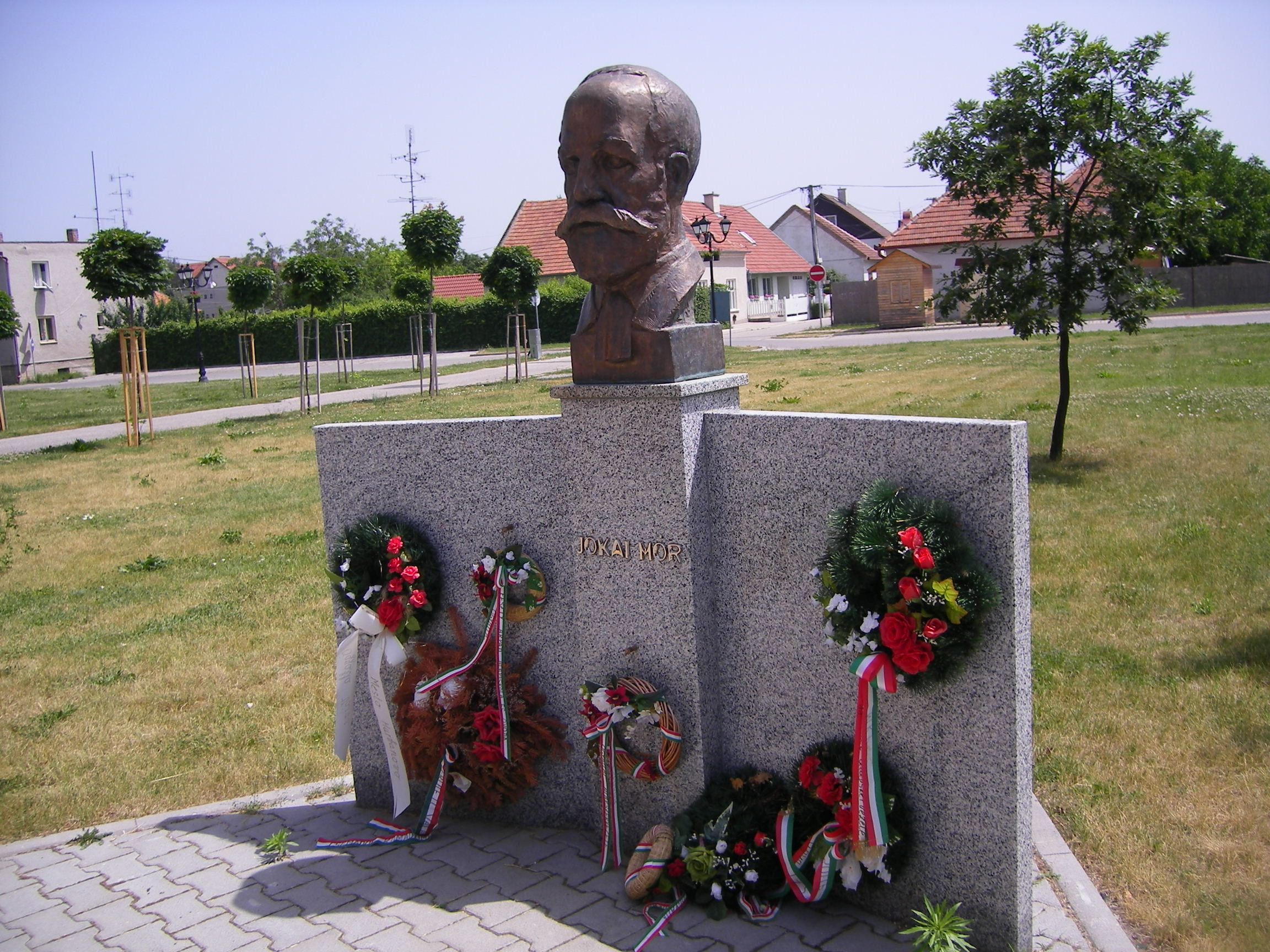
Jókai Mór szobra
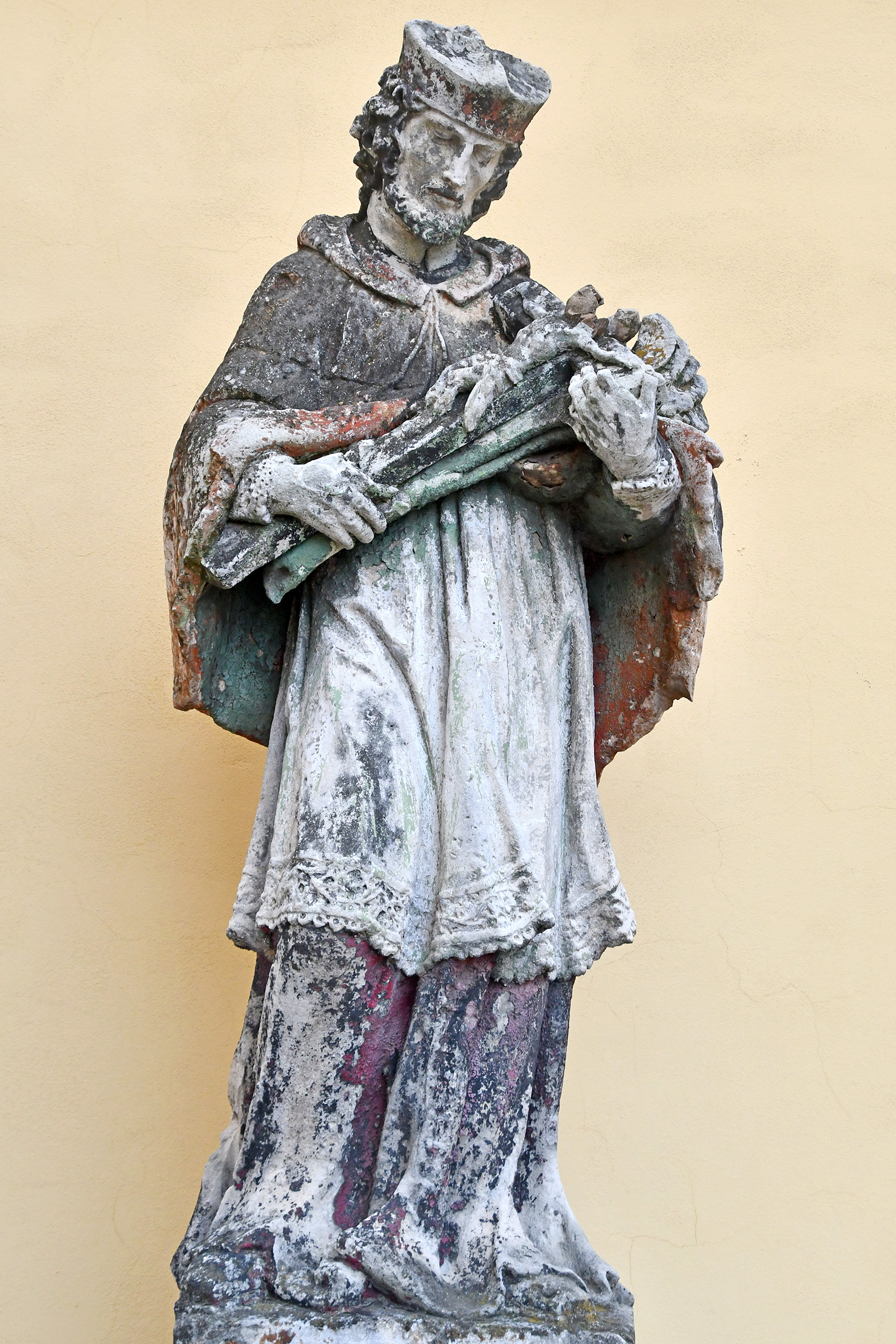
Nepomuki Szent János szobra
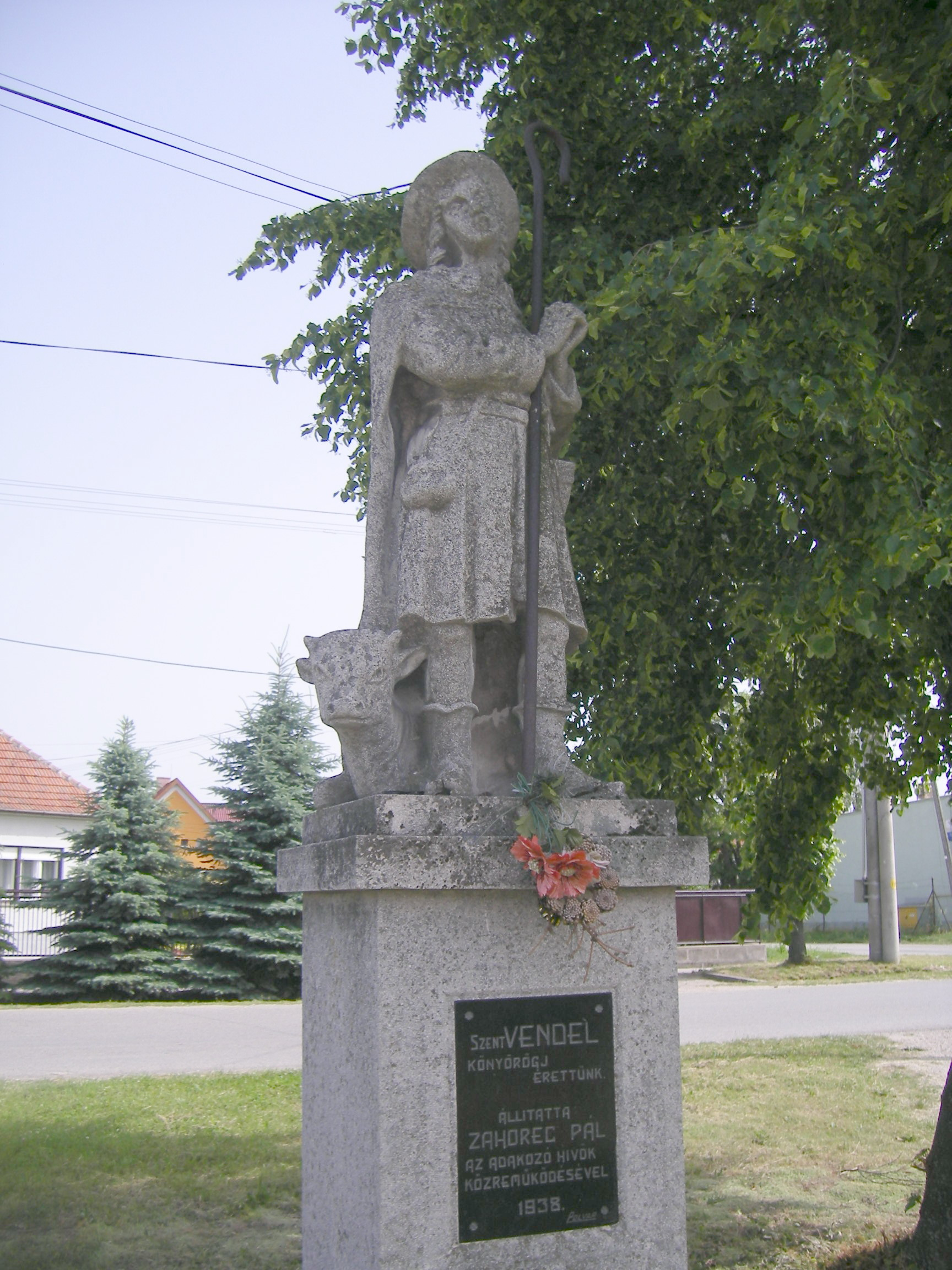
Szent Vendel szobra
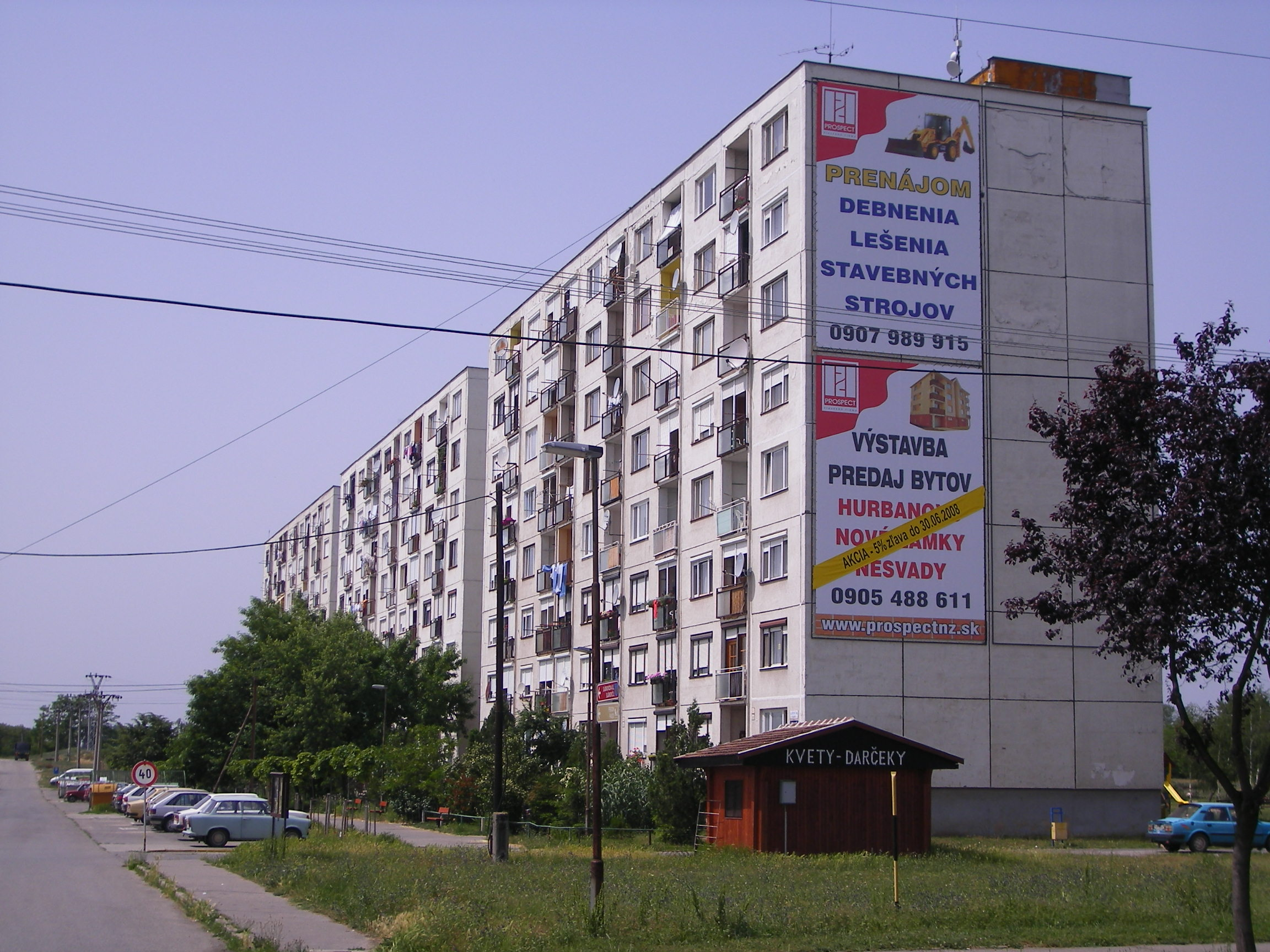
Lakótelep Ógyalla és Bagota határán
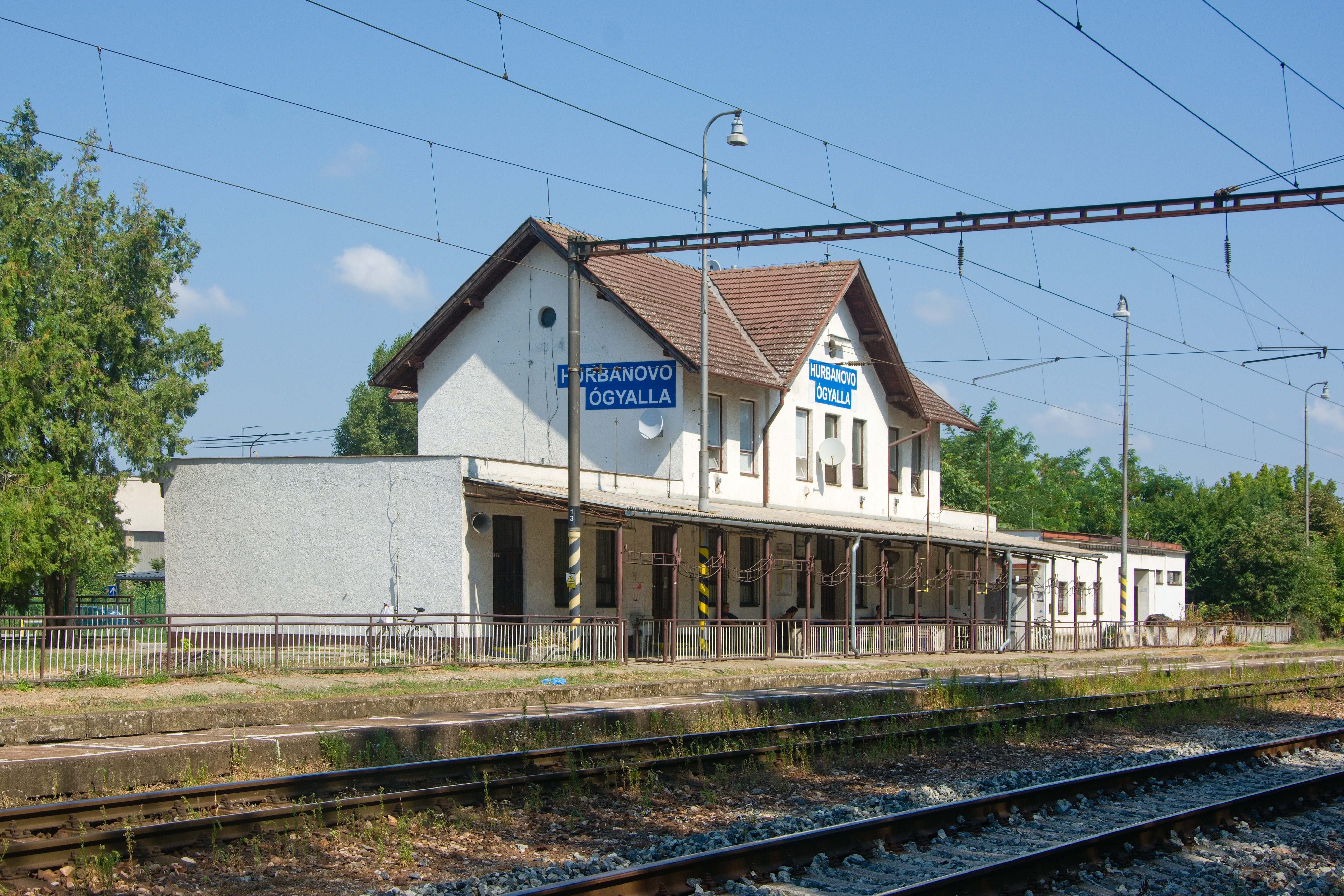
Vasútállomás
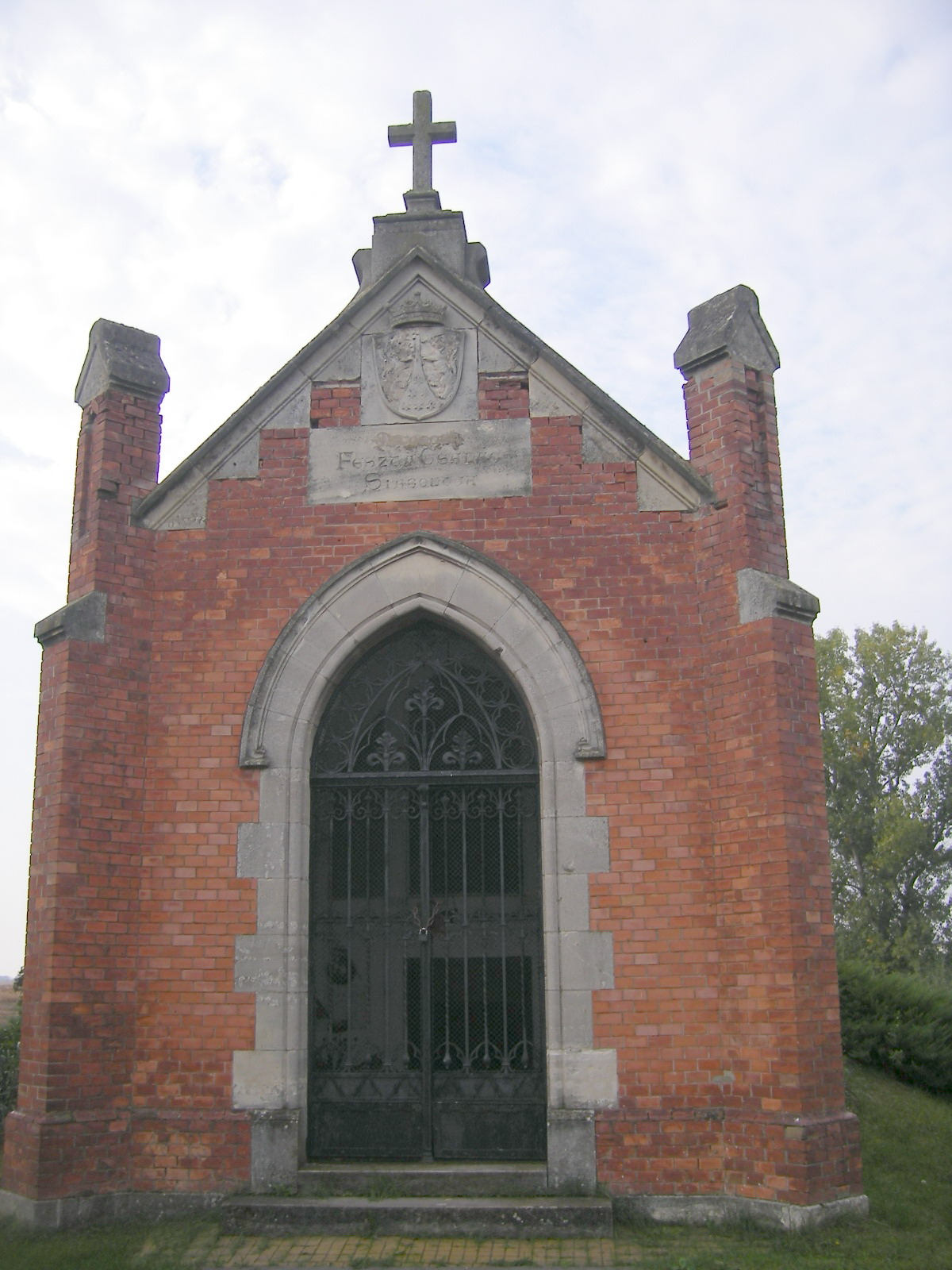
A Feszty-család sírboltja az ógyallai temetőben
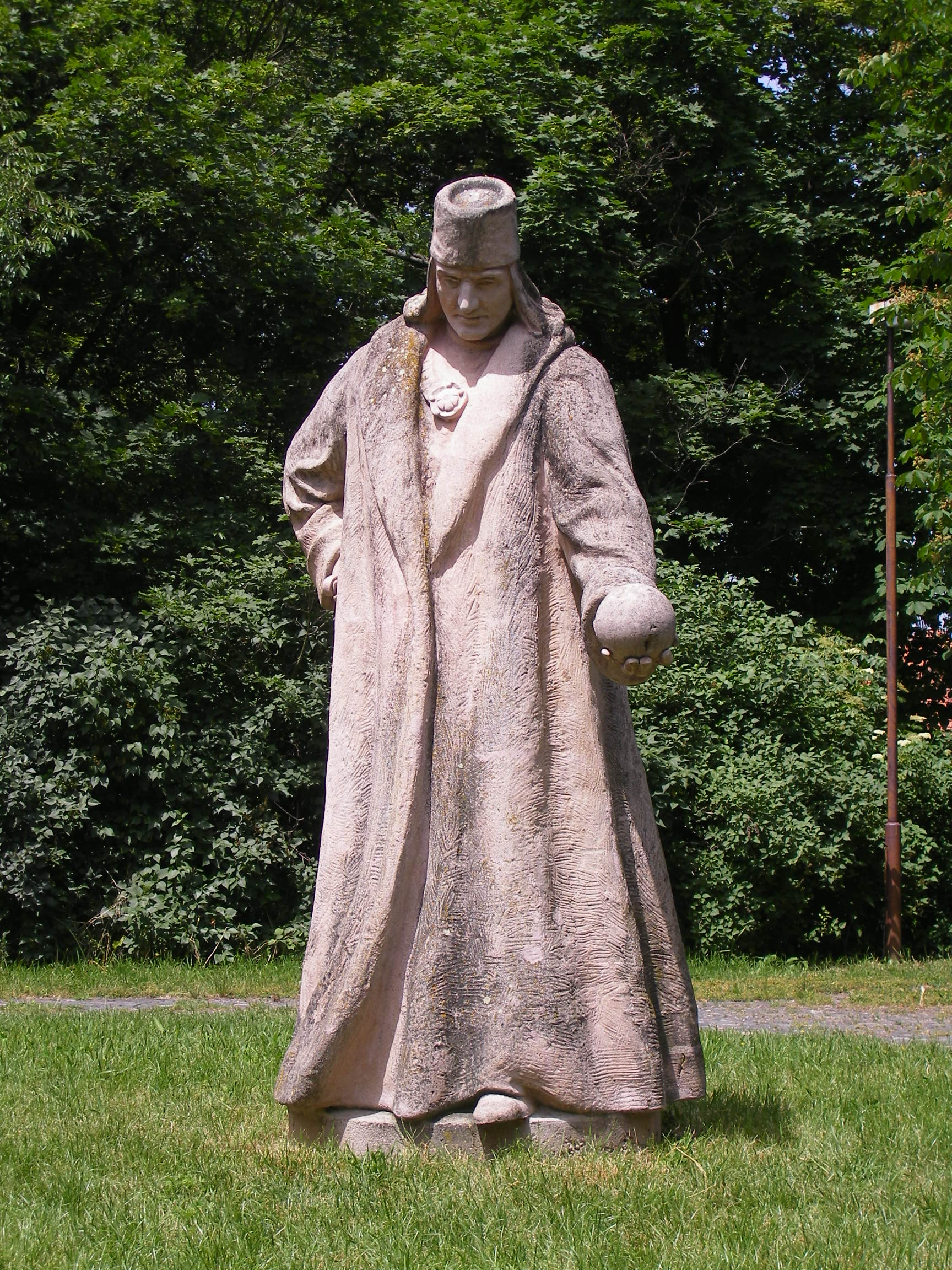
Kopernikusz szobra az obszervatórium parkjában
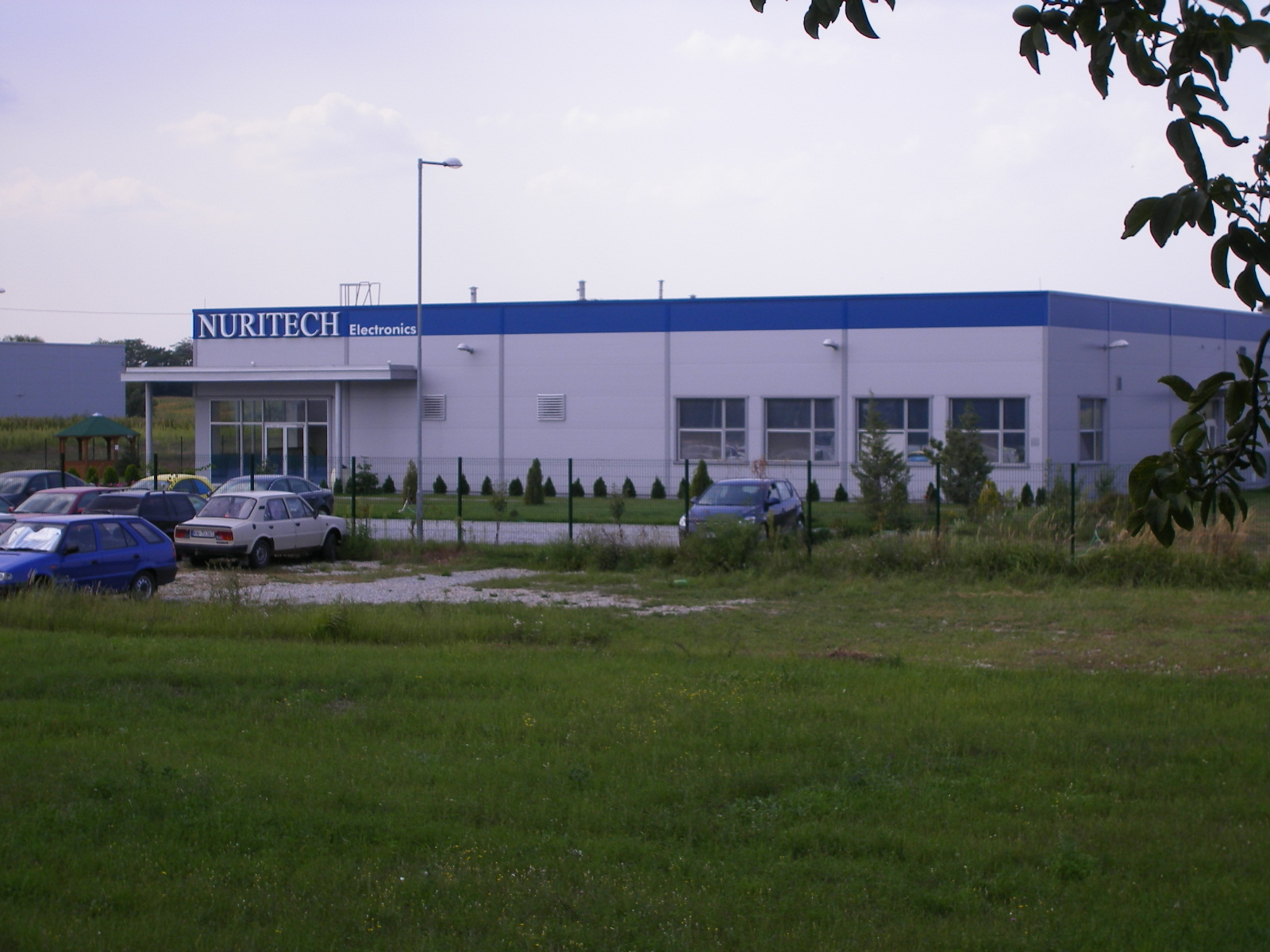
A Nuritech elektronikai üzeme
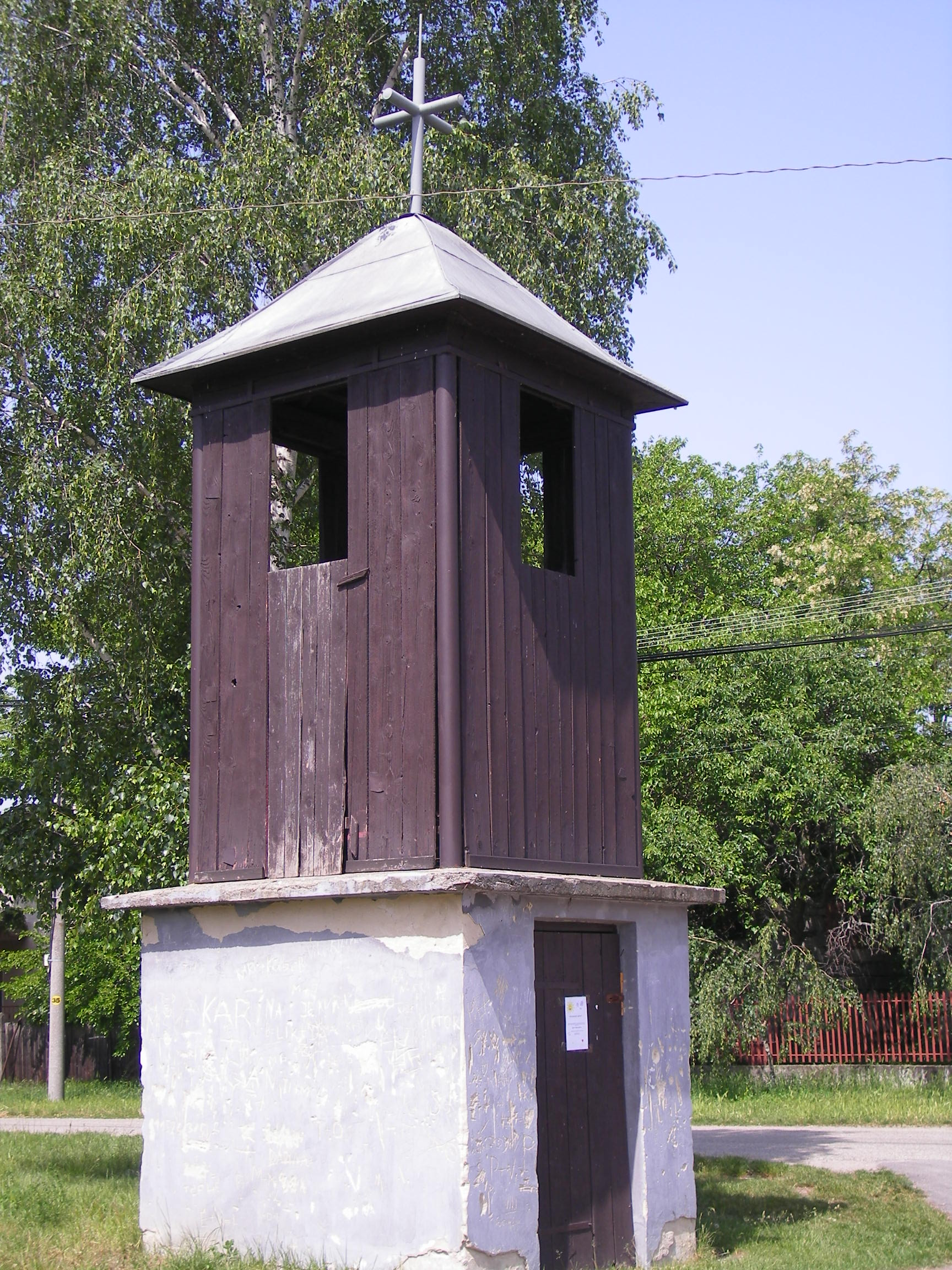
Harangláb Zöldálláson